# Никола Лекић (новинар)
Никола Лекић (Вирпазар, 12. децембар 1925 — Београд, 10. јул 2000) био је југословенски и италијански партизан, српски новинар, уредник, стрипски сценариста, књижевник и ликовни уметник.
Најпознатији је по уређивању листова Илустрована Политика и Политикин Забавник, као и покретању стрипа „Диканове авантуре“.

## Биографија
Младост и ратне године
Основну школу је завршио у Босанском Новом, а гимназију у Бихаћу, где је касније постао и члан Савеза комунистичке омладине Југославије (СКОЈ). Избијањем Другог светског рата, прикључио се партизанима у Црној Гори, али га 1942. заробљавају италијански фашисти. Био је у логорима у Албанији и Италији, да би 1943. побегао и прикључио се италијанским партизанима.
Повратком у Југославију крајем 1944. године завршава војни курс метеорологије и добија чин потпоручника Југословенског ратног ваздухопловства.
Послератна каријера
Лекић 1948. године постаје и новинар листова Југословенског ратног ваздухопловства Крила армије и Чувари неба. У то време објављује приче и у Јежу. Демобилисао се у чину резервног капетана октобра 1951. године, а у Политику је примљен новембра исте године као новинар ситнијих рубрика. Касније је више наврата био дописник из Италије за листове „Политикине“ куће.
Као уредник је најпознатији по оснивању Илустроване политике (1958), преображају Политикиног Забавника у магазински формат (1968), као и претварању подгоричке Побједе из недељника у дневни лист (1974).
Као стрипски сценариста је, између осталог, замислио и написао више епизода „Диканових авантура“, једног од најпопуларнијих стрипова на подручју СФР Југославије, које је нацртао Лазо Средановић.
Писао је и радио драме, као и научнофантастичне приче у Политикином Забавнику.
Био је у браку са сликарком и вајарком Мириам Репич-Лекић од маја 1949. године.

## Опус (избор)
Монографска дела
- Лекић, Никола (алиас „К. Радуш“). Канцоне, шпагети, калћо и..., издање М. Репич Лекић, Земун, 2002. (изабрани чланци о Италији)
- Средановић Лазо, Никола Лекић, Нинослав Шибалић, Миленко Матицки и др. Дикан (књига 1, 1969-1971), „Еверест Медиа“, Београд, 2013.
- Средановић Лазо, Никола Лекић и др. Дикан (књига 2, 1971-1983), „Информатика” и „Еверест Медиа“, Београд, 2015.

Антологије
- Адамовић, Драгослав (и други). Пут око свијета: путописи, уредио Фадил Хаџић. Прво издање: Новинарско издавачко подузеће, Загреб, 1961; друго издање: „Стварност“, Загреб, 1962.

## Награде и признања
- [1]